# Occella
Occella es un género de peces de la familia Agonidae, del orden Scorpaeniformes. Este género marino fue descrito científicamente en 1925 por David Starr Jordan y Carl Leavitt Hubbs.

## Especies
Especies reconocidas del género:
- Occella dodecaedron (Tilesius, 1813)
- Occella iburia (D. S. Jordan & Starks, 1904)
- Occella kasawae (D. S. Jordan & C. L. Hubbs, 1925)
- Occella kuronumai (Freeman, 1951)